# Aloha myoporicola
Aloha myoporicola är en insektsart som beskrevs av George Willis Kirkaldy 1910. Aloha myoporicola ingår i släktet Aloha och familjen sporrstritar. Inga underarter finns listade i Catalogue of Life.